# 巴拉特·贾格迪奥
巴拉特·贾格迪奥（英語：Bharrat Jagdeo；1964年1月23日—），印度裔圭亚那人，经济学家、政治家，于1999年—2011年任圭亚那总统。
贾格迪奥出生在德梅拉拉东海岸的团结新村，是印度后裔。他13岁就加入了圭亚那人民进步党的青年团，16岁加入人民进步党，不久就担任了该党的地方领导职务。
1983年他被派往前苏联，在莫斯科的卢蒙巴大学学习。1990年获得经济学硕士学位，作为一个经济学家返回圭亚那工作，供职于国家计划秘书处。1992年10月人民进步党在大选中获胜，他被任命为财政部长特别顾问，1993年10月出任财政部国务部长，并先后当选人民进步党中央委员、中央执委。1995年接任财政部长，1997年大选后连任。
1999年8月8日，圭亚那女总统珍妮特·贾根宣布因健康原因辞职，根据宪法，总理是总统的法定继承者，贾格迪奥于8月9日就任总理，随后于8月11日宣誓继任总统。2001年3月和2006年9月贾格迪奥两次连任总统。
| 前任： 珍妮特·贾根 | 圭亚那总统 1999年-2011年 | 繼任： 唐纳德·拉莫塔 |